# Chloralhydrát
Chloralhydrát (systematický název 2,2,2-trichlorethan-1,1-diol) je organická sloučenina používaná jako léčivo (sedativum a hypnotikum) a jako reagens a prekurzor. Označení „hydrát“ indikuje, že je tvořen jednou molekulou chloralu (trichloracetaldehydu) a jednou molekulou vody; nejedná se o skutečný hydrát, tedy o krystalizaci s vodou. Sumární vzorec sloučeniny je C2H3Cl3O2.
Chloralhydrát objevil v roce 1832 Justus von Liebig v Gießenu, když chloroval ethanol. Sedativní vlastnosti látky byly poprvé publikovány v roce 1869 a následně, díky snadné syntéze, se používání chloralhydrátu široce rozšířilo. Koncem 19. století byl široce nadužíván jako léčivo i zneužíván jako rekreační droga. Chloralhydrát je rozpustný ve vodě i v ethanolu, snadno tvoří koncentrované roztoky. Roztok v ethanolu zvaný „knockout drops“ se používal k přípravě drogy Mickey Finn. Mezi pozitivnější oblasti použití chloralhydrátu patří využití jako čistidlo na chitin a vlákna a jako klíčová složka Hoyerova fixačního média pro přípravu trvalých nebo polotrvalých mikroskopických preparátů malých organismů, histologických řezů a chromozomových vzorků. Vodný roztok chloralhydrátu je součástí Melzerova činidla používaného v mykologii.
Chloralhydrát je (společně s chloroformem) vedlejším produktem při chlorování vody, ve které jsou přítomny organické zbytky. Koncentrace však zřídka překračuje 5 µg/l.

## Výroba
Chloralhydrát se vyrábí z chloru a ethanolu v kyselém roztoku. Za zásaditých podmínek nastává haloformová reakce a vzniká chloroform.
4 Cl2 + C2H5OH + H2O → Cl3CCH(OH)2 + 5 HCl

## Použití

### Stavební blok v syntéze
Chloralhydrát je výchozím bodem pro syntézu složitějších chemikálií. Je materiálem pro výrobu chloralu, který se vyrábí destilací směsi chloralhydrátu a kyseliny sírové, které zde slouží jako desikant.
Významná je například syntéza isatinu. Zde chloralhydrát reaguje s anilinem a hydroxylaminem a vzniká kondenzační produkt, který se cyklizuje v kyselině sírové na cílovou sloučeninu:

### Hypnotikum
Chloralhydrát se používá pro krátkodobou léčbu nespavosti a jako sedativum při menších lékařských a zubařských zákrocích. Byl však v podstatné míře vytlačen v polovině dvacátého století barbituráty a následně benzodiazepiny. Také se dříve používal ve veterinárním lékařství jako celkové anestetikum. Dnes se běžně používá jako složka veterinárního anestetika Equithesinu. Stále se také používá jako sedativum před vyšetřením EEG, protože je jedním z mála dostupných sedativ, která nepotlačují epileptiformní výboje.
Terapeutické dávky při léčbě nespavosti účinkují do 60 minut, chloralhydrát se metabolizuje za čtyři minuty esterázami v červených krvinkách a plazmě na trichlorethanol a o mnoho hodin později na kyselinu trichloroctovou. Vyšší dávky mohou tlumit dýchání a snižovat krevní tlak.

## Nežádoucí účinky
Dlouhodobé užívání chloralhydrátu je spojeno s rychlým vývojem tolerance a možnou závislostí. K nežádoucím účinkům patří vyrážka, žaludeční nevolnost, případně i vážné selhání ledvin, srdce nebo jater.

## Předávkování
Akutní předávkování je často charakterizováno nauzeou, zvracením, schváceností, křečemi, pomalým a nepravidelným dýcháním, srdeční arytmií a kómatem. Pro potvrzení diagnózy (a též pro zjištění příčiny smrti) lze měřit koncentrace chloralhydrátu a trichlorethanolu, hlavního aktivního metabolitu, v krvi, séru a plazmě. Náhodné předávkování u malých dětí se vyskytlo při podávání chloralhydrátu u drobných chirurgických a zubařských zákroků. Pro urychlení odstraňování látek z krve lze použít hemodialýzu.